# Menophra periphanaria
Menophra periphanaria là một loài bướm đêm trong họ Geometridae.